# Lijst van weg- en veldkapellen in Losser
Dit is een onvolledige lijst van veldkapellen in de gemeente Losser. Kapelletjes komen vooral in het zuiden van Nederland voor en werden dikwijls gebouwd ter verering van een heilige. In andere delen van Nederland zijn ze zeldzamer.
| Kapel                                            | Adres                                                   | Plaats     | Bouwperiode      | Architect | Foto |
| ------------------------------------------------ | ------------------------------------------------------- | ---------- | ---------------- | --------- | ---- |
| Mariakapel                                       | Hoek Schoolweg/Paandersdijk                             | Beuningen  |                  |           |      |
| Mariakapel                                       | Hanhofweg                                               | De Lutte   |                  |           |      |
| Sint-Antoniuskapel                               | Pastorietuin                                            | De Lutte   | Ca. 1945 en 2008 |           |      |
| Mariakapel                                       | Gronausestraat                                          | Glane      |                  |           |      |
| Mariakapel                                       | Tankenbergstraat-Tankenbergweg                          | Losser     | 1948             |           |      |
| Mariakapel                                       | Broekhoekweg                                            | Losser     |                  |           |      |
| Sint-Gerardus Majellakapel                       | Pastoor van Laakstraat (Kerkebos, Gerardus Majellapark) | Overdinkel | 2003             |           |      |
| Mariakapel                                       | Pastoor van Laakstraat (Kerkebos, Gerardus Majellapark) | Overdinkel | 1912             |           |      |
| Onze-Lieve-Vrouw van Altijddurende Bijstandkapel | Ruhenbergerweg-Welpeloweg                               | Overdinkel | 1946             |           |      |